# 阮玉清媞
順正公主阮玉清媞（越南语：／；1833年—1869年），越南阮朝紹治帝第九女，生母才人阮氏奎。

## 生平
明命十四年（1833年），阮玉清媞在順化京城出生。嗣德三年（1850年），公主18歲，下嫁尚書陳文忠之子陳文恕。嗣德二十二年（1869年）秋，嗣德帝封清媞為順正公主。同年（1869年），公主去世，壽三十七歲，初諡莊慎，同年（1869年）十二月，因諡號與慈敏孝哲皇后朱氏园重複，改諡莊靜。
順正公主育有三子二女。